# Пиркули
Пиркули́ (азерб. Pirqulu) — посёлок созданный на базе Шемахинской Астрофизической Обсерватории (ШАО).

## География
Находится в живописной местности в 22 км от районного центра, города Шемахы, на высоте 1400 м. Создан в основном для проживания сотрудников обсерватории.
Сегодня прилегающие территории являются одной из красивейших туристических зон Азербайджана.
В близлежащих лесах растут различные фруктовые деревья:  яблони,  груши, кизил, терен, грецкий орех, фундук, айва и т.д.

## Галерея
- Поселок Пиркули зимой.
- Памятник Юсифу Мамедалиеву в поселке.